# Маново
Маново (пол. Manowo, нім. Manow) — село в Польщі, у гміні Маново Кошалінського повіту Західнопоморського воєводства.
Населення — 939 осіб (2011).
У 1975-1998 роках село належало до Кошалінського воєводства.

## Демографія
Демографічна структура станом на 31 березня 2011 року:
|          | Загалом | Допрацездатний вік | Працездатний вік | Постпрацездатний вік |
| -------- | ------- | ------------------ | ---------------- | -------------------- |
| Чоловіки | 464     | 86                 | 356              | 22                   |
| Жінки    | 475     | 90                 | 305              | 80                   |
| Разом    | 939     | 176                | 661              | 102                  |